# Tromatobia sponsa
Tromatobia sponsa är en stekelart som först beskrevs av Alexander Henry Haliday 1836.  Tromatobia sponsa ingår i släktet Tromatobia och familjen brokparasitsteklar. Inga underarter finns listade i Catalogue of Life.